# Törvényre törve
A Törvényre törve 1991-ben bemutatott amerikai akciófilm, Steven Seagal főszereplésével.

## Cselekmény
Gino Felino, a talpig becsületes brooklyni rendőr egy nap szörnyű hírt kap: barátját és kollégáját, Bobby Lupot a nyílt utcán, családja előtt lőtte agyon Richie Madano, a könyörtelen és kiszámíthatatlan bandavezér. A kerületben szinte mindenki ismer mindenkit, Gino és Richie is együtt nőttek fel itt, ám míg Gino a törvény őre lett, Richie a környékbéli srácok többségéhez hasonlóan a bűnözői karriert választotta. A rendőrség egy emberként áll Gino mögé, hogy mihamarabb megtalálja Richie-t, de a maffia is vadászik rá, mert a kiszámíthatatlan vérengzései számukra is elfogadhatatlanná tették. A feszült üldözés közben Ginonak a családi ügyeit is rendeznie kellene, de Richie pribékjei is adnak munkát neki, akiket küzdősportban jártasságával sorra ártalmatlanít. Miközben próbál Richie nyomára bukkanni, a gyilkosság indítékait is igyekszik kideríteni, és Gino számára lassan kiderül, hogy milyen piszkos ügy vezetett Bobby halálához...

## Szereplők
| Szerep                   | Színész              | Magyar hang            |
| ------------------------ | -------------------- | ---------------------- |
| Gino Felino              | Steven Seagal        | Szakácsi Sándor        |
| Richie Madano            | William Forsythe     | Kránitz Lajos          |
| Ronnie Donziger kapitány | Jerry Orbach         | Tolnai Miklós          |
| Vicky Felino             | Jo Champa            | Tóth Enikő             |
| Laurie Lupo              | Shareen Mitchell     | Csere Ágnes            |
| Frankie                  | Sal Richards         | Helyey László          |
| Patti Madano             | Gina Gershon         | Simorjay Emese         |
| Bobby Arms               | Jay Acovone          | Forgács Péter          |
| Joey Dogs                | Nick Corello         | Orosz István           |
| Bochi                    | Robert LaSardo       | Maros Gábor            |
| King                     | John Toles-Bey       | Vass Gábor             |
| Bobby Lupo               | Joe Spataro          | Balázsi Gyula          |
| Don Vittorio             | Ronald Maccone       | Szabó Ottó             |
| Vinnie Madano            | Anthony DeSando      | Sinkovits-Vitay András |
| Könyves Bennie           | Jerry Clauri         | Hollósi Frigyes        |
| Terry Malloy             | Shannon Whirry       | Andresz Kati           |
| Tony Felino              | Julius Nasso, Jr.    | Minárovits Péter       |
| Mr. Madano               | Dominic Chianese     | Velenczey István       |
| Sammy                    | Gianni Russo         | Kiss Gábor             |
| Picolino                 | George Vallejo       | Bolba Tamás            |
| Rica                     | Julianna Margulies   | Györgyi Anna           |
| Chas                     | Jorge Gil            | Juhász Jácint          |
| Rusty                    | Philip Rusty Mignano | Kisfalussy Bálint      |
| Maffiózó                 | Salvatore Bonanno    | Melis Gábor            |
| Tetovált férfi           | Sonny Hurst          | Ujlaki Dénes           |
| Vermeer                  | Joe Lala             | Wohlmuth István        |